# ريال موناركس
نادي ريال موناركس (بالإنجليزية: Real Monarchs)‏ هو نادي كرة قدم أمريكي تأسس في 2014 في ولاية يوتا الأمريكية، يلعب الفريق في ملعب زونز بانك في يوتا.